# Przeor Kordecki – obrońca Częstochowy
Przeor Kordecki – obrońca Częstochowy – polski film historyczny z 1934 roku. Tematem głównym jest bohaterska obrona klasztoru jasnogórskiego podczas szwedzkiego potopu, którą dowodził charyzmatyczny przeor Augustyn Kordecki.

## Treść
Druga połowa XVII wieku. Trwa wojna ze Szwecją. Dwaj bracia Michał i Stanisław Małynicz przedzierają się ze Śląska z pismem króla Jana Kazimierza do przeora Kordeckiego. Po drodze ratują piękną Hannę i jej ojca Zarembę. W końcu wszyscy docierają do Częstochowy i biorą udział w jej obronie. Obaj bracia zakochują się w Hannie, lecz ona odwzajemnia miłość tylko Michała.

## Obsada
- Józef Śliwicki - Jan II Kazimierz
- Karol Adwentowicz - Kordecki Aleksander
- Kazimierz Brodzikowski - Michał Małynicz
- Władysław Walter - Brat Paweł, furtian
- Liliana Zielińska - Hanna, córka Zaremby
- Aleksander Orda - Stanisław Małynicz
- Jerzy Rygier - Generał szwedzki Miller
- Bronisław Oranowski - Hrabia Weyhardt-Wrzeszczowicz
- Maria Wanda Kostra - Wizja Najświętszej Marii Panny
- Zofia Łubino - Maria Ludwika
- Stanisław Hryniewicz - Zaremba

## Dodatkowe informacje
- W filmie jako statyści biorą udział: Kawaleria Wyższej Szkoły Wojennej, Dywizjon Lekkiej Artylerii 32 p. p. z Rembertowa oraz 3 baon strzelców z Rembertowa.